# Chotila
Chotila är en ort i Indien.   Den ligger i distriktet Surendranagar och delstaten Gujarat, i den västra delen av landet, 900 km sydväst om huvudstaden New Delhi. Chotila ligger 210 meter över havet och antalet invånare är 15 197.
Terrängen runt Chotila är platt. Runt Chotila är det ganska tätbefolkat, med 160 invånare per kvadratkilometer. Närmaste större samhälle är Thān, 16,7 km norr om Chotila. Trakten runt Chotila består till största delen av jordbruksmark.